# Horst Frank
Horst Frank est un acteur allemand, né le 28 mai 1929 à Lübeck et mort le 25 mai 1999 à Heidelberg.
En 1992, il a créé la série télévisée allemande Airport unité spéciale.

## Biographie

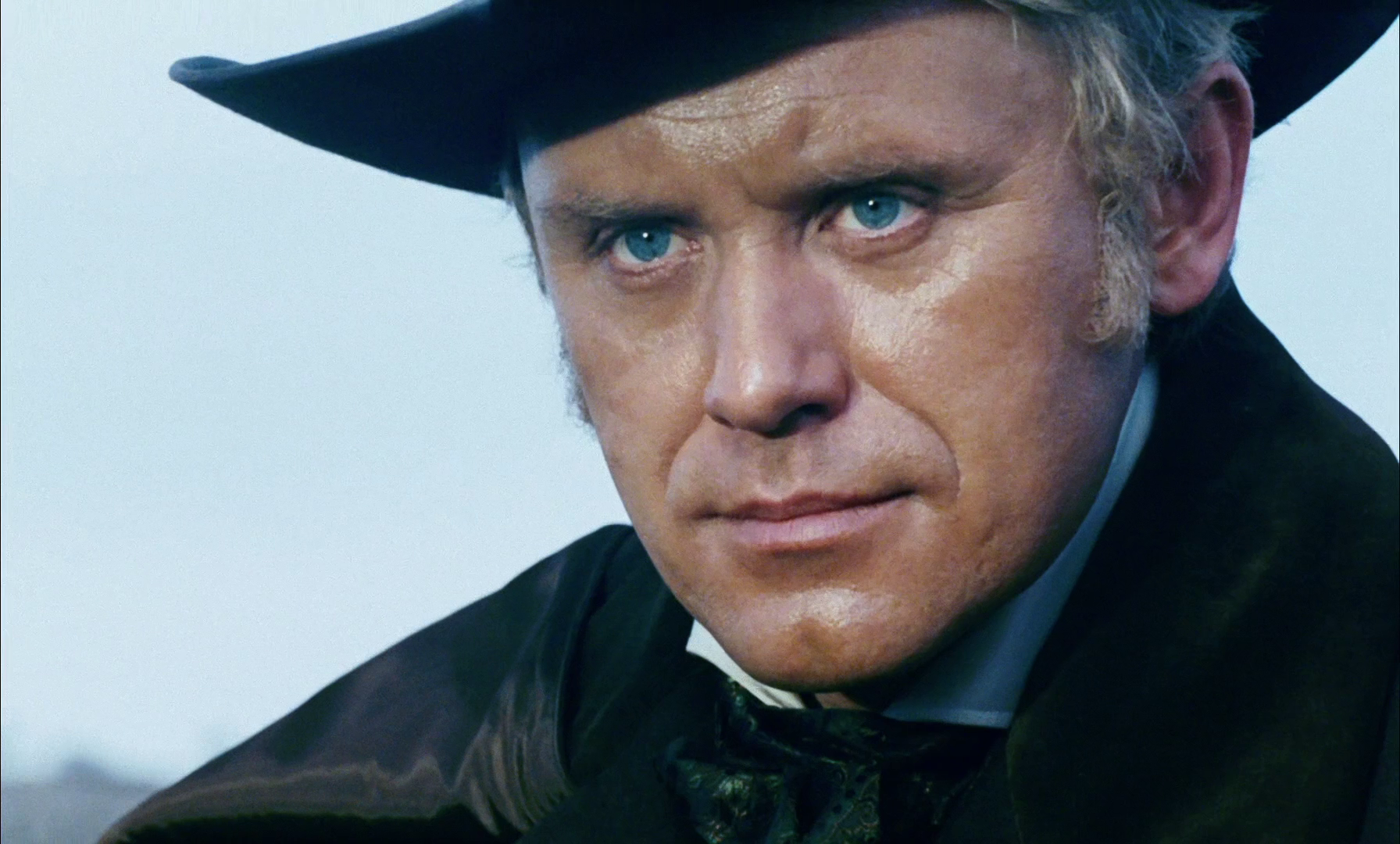
Horst Frank dans Django, prépare ton cercueil ! en 1968

Il doit sa notoriété en France, à son rôle de Théo, dans Les Tontons flingueurs, en 1963. Il joue également le rôle principal, celui du major Von Hollwitz, officier nazi, dans le film La Chatte sort ses griffes (1960), aux côtés de Françoise Arnoul, en espionne qu'il essaie de reconditionner pour l'amener à trahir la Résistance.
Il meurt d'une hémorragie cérébrale, à quelques jours de son 70e anniversaire.

## Filmographie

### Cinéma
- 1957 : Der Stern von Afrika d'Alfred Weidenmann
- 1957 : UB 55, corsaire de l'océan (de) (Haie und kleine Fische) de Frank Wisbar
- 1958 : L'Étau (Der Greifer) d'Eugen York
- 1958 : Les Souris grises (Blitzmädels an die Front) de Werner Klingler
- 1958 : La Fille Rosemarie Nitribitt (Das Mädchen Rosemarie) de Rolf Thiele
- 1958 : La Jeune fille de Moorhof (Das Mädchen vom Moorhof) de Gustav Ucicky
- 1958 : Nuits chaudes et nylons noirs (de) (Schwarze Nylons – Heiße Nächte) d'Alfred Braun et Erwin Marno
- 1958 : Meine 99 Bräute (de) d'Alfred Vohrer
- 1959 : Chiens, à vous de crever (Hunde, wollt ihr ewig leben) de Frank Wisbar
- 1959 : Les Loups dans l'abîme de Silvio Amadio
- 1959 : La Femme nue et Satan (Die Nackte und der Satan) de Victor Trivas
- 1959 : SOS - Train d'atterrissage bloqué (Abschied von den Wolken) de Gottfried Reinhardt
- 1960 : Opération coffre-fort (Bumerang) d'Alfred Weidenmann
- 1960 : Cambriolage en musique (Kein Engel ist so rein) de Wolfgang Becker
- 1960 : La Chatte sort ses griffes d'Henri Decoin : le major Von Hollwitz
- 1960 : Die zornigen jungen Männer de Wolf Rilla
- 1960 : Le Bois des amants de Claude Autant-Lara
- 1960 : Fabrique d'officiers S.S. (de) (Fabrik der Offiziere) de Frank Wisbar
- 1961 : Tu ne tueras point de Claude Autant-Lara
- 1961 : Une femme à abattre (de) de Ralph Lothar (de)
- 1961 : Sissi 63 (en) (Cariño mío) de Rafael Gil
- 1961 : Unser Haus in Kamerun (de) d'Alfred Vohrer
- 1962 : Haß ohne Gnade (de) de Ralph Lothar (de)
- 1962 : Espionnage à Hong Kong (Heißer Hafen Hongkong) de Jürgen Roland
- 1962 : Commando X.X.P.8 (Zwischen Schanghai und St. Pauli) de Wolfgang Schleif
- 1963 : La Légende de la panthère noire (en) (Der schwarze Panther von Ratana) de Jürgen Roland
- 1963 : L'Araignée blanche défie Scotland Yard (Die weiße Spinne) de Harald Reinl
- 1963 : Les Tontons flingueurs de Georges Lautner : Théo
- 1963 : Les Pirates du Mississippi (Die Flußpiraten vom Mississippi) de Jürgen Roland
- 1964 : Le Mystère de la jonque rouge (Weiße Fracht für Hongkong) de Helmut Ashley
- 1964 : La Morte de Beverly Hills (Die Tote von Beverly Hills) de Michael Pfleghar
- 1964 : Les Diamants du Mékong (La sfida viene da Bangkok) de Gianfranco Parolini
- 1964 : F.B.I. contre l'œillet chinois (Das Geheimnis der chinesischen Nelke) de Rudolf Zehetgruber
- 1964 : Mon colt fait la loi (Le pistole non discutono) de Mario Caiano
- 1964 : Les Chercheurs d'or de l'Arkansas (Die Goldsucher von Arkansas) de Paul Martin
- 1965 : Les Aigles noirs de Santa Fé (Die schwarzen Adler von Santa Fe) d'Ernst Hofbauer
- 1965 : Espionnage à Bangkok pour U-92 (Der Fluch des schwarzen Rubin) de Manfred R. Köhler
- 1965 : Mission à Hong Kong (Das Geheimnis der drei Dschunken) d'Ernst Hofbauer
- 1965 : Corrida pour un espion de Maurice Labro
- 1965 : L'aventure vient de Manille (Die letzten Drei der Albatros) de Wolfgang Becker
- 1966 : Razzia au F.B.I. (Um null Uhr schnappt die Falle zu) de Harald Philipp
- 1966 : Safari diamants de Michel Drach
- 1966 : Ça casse à Caracas (Inferno a Caracas) de Marcello Baldi
- 1966 : OSS contre Gestapo (en) (I Deal in Danger) de Walter Grauman
- 1967 : Le Dimanche de la vie de Jean Herman
- 1967 : La Vengeance de Fu Manchu (The Vengeance of Fu Manchu) de Jeremy Summers
- 1967 : Deux billets pour Mexico de Christian-Jaque
- 1967 : Les Chiens verts du désert (Attento ai tre grandi) d'Umberto Lenzi
- 1967 : Eine Handvoll Helden (de) de Fritz Umgelter
- 1968 : Django, prépare ton cercueil ! (Viva Django) de Ferdinando Baldi
- 1968 : Django porte sa croix (Quella sporca storia nel West) de Enzo G. Castellari
- 1968 : Le Salaire de la haine (Odia il prossimo tuo) de Ferdinando Baldi
- 1968 : Le Moment de tuer (Il momento di uccidere) de Giuliano Carnimeo
- 1969 : Le Paria de Claude Carliez
- 1969 : Justine ou les Infortunes de la vertu (Marquis de Sade's Justine) de Jesús Franco
- 1969 : Catherine, il suffit d'un amour de Bernard Borderie
- 1969 : Le Canon de la dernière chance (Porta del cannone) de Leopoldo Savona
- 1969 : Secteur interdit (en) (Die Engel von St. Pauli) de Jürgen Roland
- 1969 : Si douces, si perverses (Così dolce… così perversa) d'Umberto Lenzi
- 1970 : Frisch, fromm, fröhlich, frei (de) de Rolf Thiele
- 1970 : Das Glöcklein unterm Himmelbett (de) de Hans Heinrich (de)
- 1971 : Le Chat à neuf queues (Il gatto a nove code) de Dario Argento
- 1971 : Und Jimmy ging zum Regenbogen d'Alfred Vohrer
- 1971 : Der scharfe Heinrich (de) de Rolf Thiele
- 1971 : Piège pour un évadé (en) (Fluchtweg St. Pauli – Großalarm für die Davidswache) de Wolfgang Staudte
- 1971 : Carlos (en) de Hans W. Geissendörfer
- 1972 : L'etrusco uccide ancora d'Armando Crispino
- 1972 : L'Œil du labyrinthe (L'occhio nel labirinto) de Mario Caiano
- 1972 : Le Grand Duel (Il grande duello) de Giancarlo Santi
- 1974 : Mon nom est Trinita (Carambola) de Ferdinando Baldi
- 1975 : Das Amulett des Todes (de) de Ralf Gregan (de) et Günter Vaessen
- 1976 : Auch Mimosen wollen blühen de Helmut Meewes
- 1976 : Le Souffle de la mort (Der flüsternde Tod) de Jürgen Goslar
- 1976 : Die Elixiere des Teufels (de) de Manfred Purzer
- 1976 : Rosemaries Tochter (de) de Rolf Thiele
- 1977 : Das Gesetz des Clans (de) de Eugen York
- 1977 : Operation Ganymed (de) de Rainer Erler (de)
- 1979 : Les Chemins dans la nuit (pl) (Wege in der Nacht) de Krzysztof Zanussi
- 1980 : Das Traumhaus (de) de Ulrich Schamoni
- 1988 : Die Menschen sind kalt d'Andreas Dorau

### Télévision
- 1976 : Inspecteur Derrick (ép. 23) : Achim Schenke - " Faussaires " (Auf eigene Faust)
- 1979 : Timm Thaler (de) de Sigi Rothemund
- 1979 : Le Renard : Dr. Gebhard Hennerscheidt - " Une grande famille " (Eine große Familie)
- 1980 : Inspecteur Derrick (ép. 77) : Pfarrer Scholz - " Un cierge pour l'assassin " (Dem Mörder eine Kerze)
- 1983 : Inspecteur Derrick (ép. 100) : Robert Kabeck - " Chantage " (Die Tote in der Isar)
- 1984 : L'Homme de Suez de Christian-Jaque
- 1991 : Safari de Roger Vadim (téléfilm)
- 1995 : Catherine la Grande (en) (Catherine the Great), de Marvin J. Chomsky, John Goldsmith